# Wankelmotor
En Wankelmotor er en varmekraftmaskine med intern forbrænding, i hvilken stemplet, i forhold til Ottomotoren, er erstattet af en trekantet rotor. Konstrueret 1953 af tyskeren Felix Wankel (1902-1988).
Den første bil med Wankelmotor var NSU Spider fra 1964. Motortypen bruges i dag kun i ganske få biler og motorcykler.
Wankelsystemet er kendetegnet ved ikke at være videre slidstærkt, da det er en svær teknologisk udfordring at tætne mellem rotor og motorhus. 
Fordelene omfatter en høj ydelse i forhold til vægten samt en næsten vibrationsfri gang.
Bl.a. bilproducenten Mazda anvender motortypen i nogle af sine mest sportslige biler, blandt andet i bilen med typenavnet RX8 og RX-7.